# Молявино
Моля́вино — деревня в Павловском районе Нижегородской области. Входит в состав Таремского сельсовета.
В Молявине ежегодно проводятся гусиные бои — одна из древних русских забав, мало где сохранившаяся на сегодняшний день.

## Население
| 2002 | 2010 |
| ---- | ---- |
| 499  | ↘480 |

## Транспорт
Молявино находится на трассе Р125«Нижний Новгород — Муром — Касимов», имеет автобусное сообщение с райцентром Павлово.